# هارولد جيفرسون كوليدج، الابن
هارولد جيفرسون كوليدج، الابن (بالإنجليزية: Harold Jefferson Coolidge, Jr.)‏ (و. 1904 – 1985 م) هو عالم حيواني من الولايات المتحدة الأمريكية . ولد في بوسطن .
توفي في بيفرلي .

## التعليم
تعلم في جامعة هارفارد، وجامعة أريزونا.

## جوائز وترشيحات
حصل على جوائز منها:
- وسام "العمل الشجاع في الحرب الوطنية العظمى 1941-1945
- وسام الاستحقاق.